# Supetari kartulárium

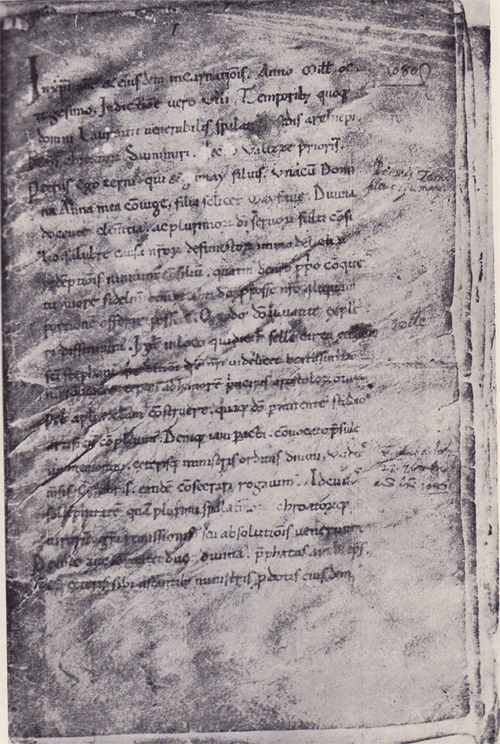
A Supetari kartulárium első oldala

A Supetari kartulárium (vagy Supetari kartulár) egy 12. század eleji, krónika formátumú iratgyűjtemény, mely 1080-tól 1185-ig keletkezett iratokat tartalmaz. A bejegyzések többnyire dátum nélküliek. Bár a kartulárium elsősorban a vásárlással és adományozással szerzett szerzetesi javakat sorolja fel, számos fontos történeti adatot is tartalmaz. A Supetari kartulárium karoling minuszkulával van írva, kivéve az utolsó levelet, amely beneventán írással készült. A kartuláriumot ma spliti székesegyház kincstárában őrzik. Az iratgyűjtemény különös jelentősége, hogy eredetiben fennmaradt. Két kvaternióból álló kis füzetből áll, egyenként nyolc, 26,7x17,6 cm méretű pergamenlappal, harminc nyomtatott oldallal.

## Tartalma
Alapjában a kartulárium tulajdonképpen annak a bencés kolostornak a krónikája, amelyet 1080 körül Poljicében alapított Gumaj fia Petar Crni horvát méltóság és felesége Mária. Több, Zvonimir király idejéből származó dokumentumot őriz, amelyek arról tanúskodnak, hogy uralma a dalmát városokra is kiterjedt. Számos fontos információt jegyeztek fel a horvátországi gazdasági kapcsolatokról a korai középkorból a fejlett középkorba való átmenet során, például a földvásárlás módjai és a rabszolgakereskedelem vonatkozásában.
Az utolsó oldalon található attribúció hét horvátországi bánról ad hírt: a szlavóniai, horvát, bosnyák, pozsegai, podravinai, albán és szerémi bánokról. A bánokat tizenkét horvát törzs közül hat választotta: a Kačić, a Kukar, a Snačić, a Čudomirić, a Mogorović és a Šubić nemzetségek. A törzsek fennmaradó fele zsupánokat választott. A helyenként sérült és olvashatatlan szöveg folytatása a horvát bánok („bans de genere Croatorum”) listáját tartalmazza Svetopelegtől Zvonimirig.
Kartulárium gazdag névtani anyaggal rendelkezik. Számos horvát, román, keresztény és római eredetű személynév mellett számos ragadványnevet is írtak, például Platichlebi (plati + hleb, azaz vegyél kenyeret), Tilsta cossa (tusta, azaz vastag haj), Urascana (Vraškonja, a „vrag” szóból, vagyis az ördögtől származik) és így tovább.
A régi horvát hagyomány bizonyítékaként, miszerint horvátok ősidők óta élnek Bosznia-Hercegovinában, értékes oklevélgyűjtemény található az egykori seloi (Supetar) Szent Péter bencés kolostorról, hely Alsó-Poljicán az Omiš felé vezető út mentén, a mai Jesenice nevű helyen állt. A mű nyomtatásban 1952-ben jelent meg Viktor Novak és Petar Skok professzorok munkájának eredményként a zágrábi Horvát Tudományos és Művészeti Akadémia kiadásában „Supetarski kartular” címmel.
Az iratgyűjtemény 15 pergamenlapból áll. Az első, nagyobb rész 1105 körül készült, gyönyörű Karoling minuszkulával. Az utolsó lapon két későbbi feljegyzés található, nem kalligrafikus Karoling minuszkulával. Ez a rész hét királyválasztó horvát bánról, és 12 horvát bán megválasztásáról ad hírt. Amint az az írásmódból kitűnik, ez a két feljegyzés a 13. század végén, de legkésőbb a 14. század elején egy régi eredetiből került a Supetari iratgyűjteménybe. Az eredetit, ahogy a hiányosan és érthetetlenül átírt szavak mutatják valószínűleg régisége miatt nehezen tudta elolvasni az átíró. A legvalószínűbb, hogy ezeknek az írásos feljegyzéseknek az eredetije a 11. század végén keletkezett, amikor 1074-ben Horvátországban IV. Krešimir horvát király halála után, (aki közvetlen utódok nélkül halt meg) trónviszály alakult ki a horvát király megválasztása körül. Így ez a dokumentum valószínűleg akkor került Supetari kartuláriumba, amikor a 13. század végén az Árpád-ház kihalásának veszélye miatt újra felvetődött a horvát királyi méltóság öröklésének kérdése.
A horvát királyválasztásról szóló 15. lap második oldalának alján található első bejegyzésben ez áll:
| (magyarul) „Régen a Horvát Királyságban ez volt a szokás: amikor a király gyermektelenül halt meg, hét bán volt, aki királyt választott, mégpedig az első a horvát bán, a második a boszniai bán, a harmadik Szlavónia bánja, a negyedik Pozsega bánja, az ötödik Podravina bánja, a hatodik Albánia bánja, a hetedik a Szerémi bán… ” | (latin)„Tempore transacto erat consuetudo in regno Croatorum: erant septem bani qui eligerant regati in Croacia, quando rex sine liberis moriebatur, scilicet banus Croaciae primus, banus bosniensis secundus, banus Sclavonie tercius, banus Posige quartus, banus Podrauie quintus, banus Albanie sestus, banus Sremi septimus... ” |
| | |

Mint látható, aki ezt a bejegyzést átírta a Supetari kartuláriumba, az eredetiből nem tudta rendesen elolvasni a neveket, így az utolsó bánok tartományait hibásan és érthetetlenül írta fel. Nem világos, hogy az utolsó négy bánságnak mi volt a neve. Elég, ha tudjuk, hogy az első három bánság neve jól van átírva, és hogy pontosan tudjuk, mely bánságokat uralták. A horvát bán az volt, aki a Horvát és a Dalmát Királyságban az Adriától a Gvozd-hegységig uralkodott. A bosnyák bán a középkori Boszniát, a szlavón bán pedig a Gvozd és a Dráva közötti horvát területeket uralta, amelyeket később Szlavóniai Királyságnak (regnum Sclavoniae) neveztek.
Az a tény, hogy a horvát jogtudósok a 11. században, a 13. század végén vagy a 14. század elején a boszniai bánt a horvát királyok választottjaként említették, azt mutatja, hogy Horvátországban azokban az évszázadokban Boszniát is a horvát nép országának tekintették, amelyet az egyik horvát méltóság uralt. A dolgok természetéből adódóan egyetlen nemzetben sem választottak meg idegen urat az adott nemzet legfőbb uralkodójának. Ha a Supetari kartulárium a boszniai bánt a horvát király választói közé sorolja, az azt jelenti, hogy ő és a korabeli horvát jogtudósok a bánt a tartomány kormányzójának, bánságát pedig az egységes horvát állam részének tekintették.